# Неббьюно
Неббьюно (італ. Nebbiuno, п'єм. Nibiun) — муніципалітет в Італії, у регіоні П'ємонт,  провінція Новара.
Неббьюно розташоване на відстані близько 540 км на північний захід від Рима, 105 км на північний схід від Турина, 40 км на північ від Новари.
Населення — 1862 особи (2014).
Щорічний фестиваль відбувається першої неділі травня. Покровитель — святий Юрій.

## Демографія
Населення за роками:

Станом на 1 січня 2023 року в муніципалітеті офіційно проживав 101 іноземець з 33 країн, серед них 46 громадян країн Євросоюзу та 14 громадян України.

## Сусідні муніципалітети
- Армено
- Леза
- Массіно-Вісконті
- Меїна
- Пізано